# Kipkemboi Kimeli
Kipkemboi Kimeli (30 novembre 1966 – Albuquerque, 6 febbraio 2010) è stato un mezzofondista e maratoneta keniota.

## Biografia
Nel 1985 ha vinto una medaglia d'oro nella gara juniores dei Mondiali di corsa campestre. Nel 1989 si è invece piazzato in ottava posizione nella gara seniores.

## Palmarès
| Anno | Manifestazione    | Sede      | Evento         | Risultato | Prestazione | Note |
| ---- | ----------------- | --------- | -------------- | --------- | ----------- | ---- |
| 1985 | Mondiali di cross | Lisbona   | Corsa juniores | Oro       | 22'18"      |      |
| 1985 | Mondiali di cross | Lisbona   | A squadre      | Argento   | 26 p.       |      |
| 1988 | Giochi olimpici   | Seul      | 10000 m piani  | Bronzo    | 27'25"16    |      |
| 1989 | Mondiali di cross | Stavanger | Corsa seniores | 8º        | 40'34"      |      |
| 1989 | Mondiali di cross | Stavanger | A squadre      | Oro       | 44 p.       |      |

## Campionati nazionali
1989
- 4º ai campionati kenioti di corsa campestre

## Altre competizioni internazionali
1990
- Argento alla Boulder 10 km ( Boulder) - 29'07"
- 16º alla St Patrick's Day ( Copenaghen) - 29'29"

1991
- 5º al Jean Bouin Memorial ( Barcellona), 9,05 km - 27'54"

1992
- 9º alla Silvester Race Ratingen ( Ratingen) - 29'23"
- Bronzo alla Silvesterlauf ( Zurigo), 9,1 km - 26'36"

1993
- Bronzo alla Mezza maratona di Parkersburg ( Parkersburg) - 1h03'31"
- Argento alla Mezza maratona di Albuquerque ( Albuquerque) - 1h06'37"
- 7º alla Cascade Run Off ( Portland), 15 km - 43'54"
- Bronzo alla Peachtree Road Race ( Atlanta) - 28'21"
- 17º alla Boulder 10 km ( Boulder) - 30'44"

1994
- 6º alla Greifenseelauf ( Uster) - 1h04'35"
- 4º al Grand Prix von Bern ( Berna), 10 miglia
- 16º al Giro Media Blenio ( Dongio) - 30'46"

1995
- 21º alla Twin Cities Marathon ( Saint Paul) - 2h25'06"
- Oro alla City of Lakes ( Minneapolis), 25 km - 1h20'52"
- Argento alla Mezza maratona di San Diego ( San Diego) - 1h05'33"
- 5º alla Mezza maratona di Indianapolis ( Indianapolis) - 1h05'35"
- 6º alla Arts Fest River Run ( Evansville), 12 km - 36'31"
- 11º alla E Wong Metro ( Lima) - 29'01"
- 43º alla Boulder 10 km ( Boulder) - 32'19"

1996
- Oro alla City of Lakes ( Minneapolis), 25 km - 1h22'36"
- 44º alla San Blas Half Marathon ( Coamo) - 1h11'55"
- 23º alla Tulsa Run ( Tulsa), 15 km - 48'30"

1997
- 33º alla Maratona di Boston ( Boston) - 2h25'24"
- 8º alla Maratona di Duluth ( Duluth) - 2h23'00"
- Argento alla Maratona di Albuquerque ( Albuquerque) - 2h26'49"
- 6º alla Mezza maratona di San Diego ( San Diego) - 1h05'43"
- 5º al Modena Cross ( Modena) - 31'06"

1998
- 8º alla Maratona di San Diego ( San Diego) - 2h36'24"

2001
- 98º alla Maratona di Boston ( Boston) - 2h38'38"

2002
- Oro alla Maratona di Albuquerque ( Albuquerque) - 2h40'49"